# Dendrobium philippinense
Dendrobium philippinense är en orkidéart som beskrevs av Oakes Ames. Dendrobium philippinense ingår i släktet Dendrobium, och familjen orkidéer. Inga underarter finns listade i Catalogue of Life.